# Erythroxylum australe
Erythroxylum australe es una especie de planta fanerógama perteneciente a la familia Erythroxylaceae. El área de distribución nativa de esta especie abarca desde Queensland hasta el noreste de Nueva Gales del Sur en Australia. Es un arbusto que crece principalmente en el bioma tropical estacionalmente seco.  El rango altitudinal en el noroeste de Queensland es de 500 a 800 m. Crece en bosques monzónicos y en vegetación similar.

## Descripción
Generalmente se encuentran como arbustos de 2 o 3 metros de altura, en algunas áreas, generalmente entre palos de rosa (Acacia rhodoxylon) en terrenos pobres, pueden crecer hasta aproximadamente 5 metros de altura y desarrollar troncos de aproximadamente 200 mm de diámetro.
Las hojas son obovadas a estrechamente oblanceoladas o elípticas, de 1 a 4 cm de largo y 4 a 14 mm de ancho; con ápice obtuso, frecuentemente emarginado, base cuneada, márgenes enteros y superficies glabras; el envés es más pálido y presenta nervaduras secundarias prominentes. El pecíolo de 4 a 10 mm de largo. Las estípulas son pequeñas.
Las flores son solitarias o en pares; los pedicelos de 4 a 10 mm de largo. Los sépalos miden aproximadamente 1 mm de largo. Los pétalos son blancos, de unos 2,5 mm de largo, con un apéndice basal de cerca de 1 mm.
La drupa es obovoide, de 5 a 7 mm de largo y 3 a 4 mm de diámetro, de color rojo.

## Taxonomía
Erythroxylum australe fue descrita por el botánico alemán Ferdinand von Mueller y la descripción publicada en Transactions of the Philosophical Institute of Victoria 3: 22 en 1859.

## Estudios farmacológicos
Un estudio publicado en 1967 identificó el alcaloide metoloidina en las hojas a partir de la extracción en acetona.
Un estudio publicado en 1988 encontró en la corteza de la raíz los alcaloides 3α-(4-hidroxifenilacetoxi)tropano y 3-cinamoyloxitropano-6,7-diol, metilecgonidina como base principal, y otros ésteres de benzoilo y cinamoilo.
Un estudio publicado en 2004 analizó buscó identificar metabolitos secundarios a partir del extracto metanólico de las hojas secas. Se encontraron 8 tipos de flavonoides: seis de los flavonoides hidrolizado fueron dihidroisoflavonas (todas derivadas del dihidro-orobol), una flavanona, eriodictiol, y un flavonol (quercetina).

## Nombres comunes
- Arbusto de la cocaína, arbusto turco,[3] árbol de la cocaína[10]